# Lürssen
Lürssen je německá loděnice sídlící v Brémách. Zaměřuje se na stavbu velkých luxusních jacht a válečných lodí. Za druhé světové války tato loděnice stavěla torpédové čluny a minolovky. Později získala pozornost jako exportér raketových člunů. Lürssen je součástí konsorcia Arge K130, stavícího korvety třídy Braunschweig a konsorcia ARGE F125, realizujícího projekt nejnovějších německých fregat třídy Baden-Württemberg.

## Historie
Roku 2025 Lürssen jednal o prodeji své australské pobočky Lürssen Australia tamní společnosti Civmec.

## Vybrané projekty
| Třída                                                   | Fotografie           | Uživatel                                            | Kategorie                | Typová řada     | Jednotky | Poznámka |
| ------------------------------------------------------- | -------------------- | --------------------------------------------------- | ------------------------ | --------------- | --- | --- |
| Třída Intrépida                                         | ARA Intrepida (P 85) | Argentinské námořnictvo                             | Raketový člun            | TNC 45          | Intrepida (P85) Indomita (P86) | Aktivní |
| Třída Arafura                                           |                      | Australské královské námořnictvo                    | Oceánská hlídková loď    | OPV80           | 12 (plánováno) | Ve stavbě |
| Třída Al Manama                                         | Al Manama (50)       | Bahrajnské královské námořnictvo                    | Korveta                  | FPB 62          | Al Manama (50) Al Muharraq (51) | Aktivní |
| Třída Ahmed Al-Fateh                                    | Ahmed Al-Fateh (20)  | Bahrajnské královské námořnictvo                    | Raketový člun            | TNC 45          | Ahmed Al-Fateh (20) Al-Jabri (21) Abdullah Al-Fadil (22) Al Taweelah (23) | Aktivní |
| Třída Al Riffa                                          | Hawar (11)           | Bahrajnské královské námořnictvo                    | Hlídková loď             | FPB 38          | Al Riffa (10) Hawar (11) | Aktivní |
| Třída Hrabri (Multipurpose Modular Patrol Vessel, MMPV) |                      | Bulharské námořnictvo                               | víceúčelová hlídková loď | OPV90           | 2 | Ve stavbě |
| Třída Darussalam                                        | Darulaman            | Brunejské královské námořnictvo                     | Oceánská hlídková loď    | OPV80           | 4 | Aktivní |
| Třída Ijtihad                                           | Syafaat              | Brunejské královské námořnictvo                     | Hlídková loď             |                 | 4 | Aktivní |
| Třída Quito                                             |                      | Ekvádorské námořnictvo                              | Raketový člun            | TNC 45          | Quito (LM-25) Guayaquil (LM-26) Cuenca (LM-27) | Aktivní |
|                                                         |                      | Egypt                                               | Hlídkový člun            | OPB 40          | 9 | Původně byly součástí objednávky 35 plavidel pro Saúdskou Arábii. Po uvalení embarga je získal Egypt. Dostaly trupová čísla 701–709. Čtyři čluny dodány v listopadu 2020, dva v únoru 2021.                                      |
|                                                         |                      | Egypt                                               | hlídková a cvičná loď    | CVP 60          | 1 | Hlídková a cvičná loď byla původně součástí objednávky 35 plavidel pro Saúdskou Arábii. Po uvalení embarga ji získal Egypt. Dodány byla v únoru 2021. Dostala trupové číslo 710.                                                 |
| Třída Achimota                                          | Třída Achimota       | Ghanské námořnictvo                                 | Hlídková loď             | PB 57           | Achimota (P28) Yogaga (P29) | Aktivní |
| Třída Dzata                                             |                      | Ghanské námořnictvo                                 | Hlídková loď             | FPB 45          | Dzata (P26) Sebo (P27) | Aktivní |
| Třída Kakap                                             | Třída Kakap          | Indonéské námořnictvo                               | Hlídková loď             | PB 57           | Kakap (811) Kerapu (812) Tongkol (813) Barakuda (814) | Aktivní |
| Třída Andau                                             | Třída Andau          | Indonéské námořnictvo                               | Hlídková loď             | PB 57           | Andau (650) Singa (651) Tongkak (652) Ajak (653) | Aktivní |
| Třída Pandrong                                          | Třída Pandrong       | Indonéské námořnictvo                               | Hlídková loď             | PB 57           | Pandrong (801) Sura (802) | Aktivní |
| Třída Todak                                             | Třída Todak          | Indonéské námořnictvo                               | Hlídková loď             | PB 57           | Todak (803) Hiu (804) Layang (805) Lemadang (806) | Aktivní |
| S-boot                                                  | S-boot               | Kriegsmarine                                        | Torpédový člun           | –               | ? | Vyřazeny |
| Třída Al-Boom                                           |                      | Kuvajtské námořnictvo                               | Raketový člun            | TNC 45          | Al-Boom Al-Betteel Al-Sanbouk Al-Saadi Al-Ahmadi Al-Abdali | 5 zničeno ve válce v Zálivu, 1 aktivní |
| Třída Al-Instiqlal                                      |                      | Kuvajtské námořnictvo                               | Dělový člun              | FPB 57          | Sabhan Instiqlal | 1 zničen ve válce v Zálivu, 1 v rezervě |
| Třída Jaguar                                            | Třída Jaguar         | Německé námořnictvo                                 | Torpédový člun           | –               | 20 | Vyřazeny |
| Třída Tiger                                             | Třída Tiger          | Německé námořnictvo                                 | Raketový člun            | –               | 20 | Aktivní |
| Třída Frankenthal                                       | Grömitz (M1064)      | Německé námořnictvo                                 | Minolovka                | –               | Frankenthal (M 1066) Weiden (M 1060) Rottweil (M 1061) Bad Bevensen (M 1063) Bad Rappenau (M 1067) Grömitz (M 1064) Datteln (M 1068) Dillingen (M 1065) Homburg (M 1069) Sulzbach-Rosenberg (M 1062) Fulda (M 1058) Weilheim (M 1059) | Aktivní |
| Třída Ekpe                                              |                      | Nigerijské námořnictvo                              | Raketový člun            | FPB 57          | Ekpe (P 178) Damisa (P 179) Agu (P 180) | Aktivní |
| Třída Jeddah                                            |                      | Saúdská pobřežní stráž                              | Hlídkový člun            | TNC 35 + FPB 38 | ? | Celkem roku 2013 objednáno 35 jednotek různých typů (OPB 40, CVP 60), kvůli embargu uvaleném vládou SRN pro porušování lidských práv jich bylo dodáno pouze 15. Náhradním odběratelem dalších 10 plavidel se stal Egypt. Aktivní |
| Třída Sea Wolf                                          | RSS Sea Dragon (P78) | Singapurské námořnictvo                             | Raketový člun            | TNC 45          | Sea Wolf (P-76) Sea Lion (P-77) Sea Dragon (P-78) Sea Tiger (P-79) Sea Hawk (P-80) Sea Scorpion (P-81) | Vyřazeny |
| Třída Victory                                           | RSS Valour (89)      | Singapurské námořnictvo                             | Korveta                  | MGB 62          | Victory (88) Valour (89) Vigilance (90) Valiant (91) Vigour (92) Vengeance (93) | Aktivní |
| Třída Murray Jip                                        |                      | Námořnictvo Spojených arabských emirátů             | Korveta                  | FPB 62          | Murray Jip (P6501) Das (P6502) | Aktivní |
| Třída Mubarraz                                          | Třída Mubarraz       | Námořnictvo Spojených arabských emirátů             | Raketový člun            | FPB 44          | Mubarraz (P 4401) Makasib (P 4402) | Aktivní |
| Třída Baniyas                                           |                      | Námořnictvo Spojených arabských emirátů             | Raketový člun            | TNC 45          | Banyas (P 4501) Marban (P 4502) Rodqum (P 4503) Shaheer (P 4504) Saqar (P 4505) Tarif (P 4506) | Aktivní |
| Třída Lazaga                                            | Cardasó (P03)        | Španělské námořnictvo Marocké královské námořnictvo | Hlídková loď             | FPB 57          | 10 | 6 vyřazeno, 4 aktivní (Maroko) |
| Třída Barceló                                           | Barceló (P11)        | Španělské námořnictvo                               | Hlídková loď             | FPB 36          | 6 | Vyřazeny |
| Třída Prabparapak                                       |                      | Thajské královské námořnictvo                       | Raketový člun            | TNC 45          | Prabparapak (311) Hanhak Sattru (312) Supharin (313) | Derivát třídy Sea Wolf, vyřazeny |
| Třída Doğan                                             | Tayfun (P 342)       | Turecké námořnictvo                                 | Raketový člun            | FPB 57          | Doğan (P 340) Marti (P 341) Tayfun (P 342) Volkan (P 343) Rüzgâr (P 344) Poyraz (P 345) Girbet (P 346) Fırtına (P 347) | Aktivní |
| Třída Yıldız                                            | Karayel (P 349)      | Turecké námořnictvo                                 | Raketový člun            | FPB 57          | Yıldız (P 348) Karayel (P 349) | Aktivní |
| Třída Kılıç                                             | Meltem (P 334)       | Turecké námořnictvo                                 | Raketový člun            |                 | Kılıç (P 330) Kalkan (P 331) Mızrak (P 332) Tufan (P 333) Meltem (P 334) İmbat (P 335) Zıpkın (P 336) Atak (P 337) Bora (P 338) | Aktivní |